# Martin Matalon
Martin Matalon   (Buenos Aires, 17 d'octubre de 1958) és un compositor argentí que treballa a França.

## Biografia
Matalon va estudiar composició al Conservatori de Música de Boston i a la Escola Juilliard de Música de Nova York. Durant la seva etapa americana va rebre el premi Charles Ives de l'Acadèmia Americana de les Arts i les Lletres el 1986 i el premi Holtkamp AGO del Gremi Americà d'Organistes el 1988. El 1989 va fundar l'Ensemble Music Mobile, amb seu a Nova York, que es dedica a la música contemporània i del qual va ser director fins al 1996.
Després d'abandonar els Estats Units a causa del conservadorisme del seu entorn musical, va iniciar una llarga col·laboració amb l'IRCAM el 1993 amb motiu d'una exposició sobre Jorge Luis Borges al Centre Pompidou, per a la qual va crear la instal·lació La rosa profunda. Des d'aquest institut va rebre l'encàrrec d'escriure una nova banda sonora per a la versió restaurada de la pel·lícula muda Metropolis de Fritz Lang. A continuació, va compondre una nova banda sonora per a tres pel·lícules surrealistes de Luis Buñuel: Un chien andalou (1927), L'edat d'or (1931) i Las Hurdes, tierra sin pan (1932).
El 2005, Matalon va rebre el Premi de la Fundació Guggenheim de Nova York i el Premi de l'Acadèmia de Belles Arts de França. L'any 2007 va ser guardonat amb el "Grand Prix des Lycéens".
Del 2003 al 2004, Matalon va ser compositor resident a l'Arsenal Metz i del 2005 al 2010 als Estudis de Música Electrònica de La Muse en Circuit. Del 2004 al 2008 va treballar com a professor visitant a la Universitat McGill de Mont-real. Des d'octubre de 2010 és professor de composició al Conservatori Regional d'Aubervilliers-La Courneuve.
Va rebre comissions de composició per part de l'Orquestra de París, l'Orquestra Nacional de França, l'Ensemble Intercontemporain, l'Ensemble MusikFabrik i per Les Percussions de Strasbourg.
Les seves composicions inclouen nombroses obres de música de cambra amb i sense instruments electrònics. A partir de 1997 va començar a compondre les seves Trames, una sèrie d'obres que oscil·len entre la música de concert i la de cambra. Una altra sèrie d'obres titulada Traces està dedicada als instruments solistes amb acompanyament electrònic.
Matalon va escriure diverses obres per a teatre musical. L'any 1989 va rebre el premi «Opéra Autrement» del Centre Acanthes per la composició i producció de la seva primera òpera de cambra, Le miracle secret, basada en la història homònima de Jorge Luis Borges. La seva segona òpera, L'ombre de Venceslao, amb llibret de Jorge Lavelli, basat en l'obra de l'escriptor i dibuixant Copi, es va estrenar a l'Òpera de Rennes el 12 d'octubre de 2016.